# Karl Lohmeyer (Kunsthistoriker)

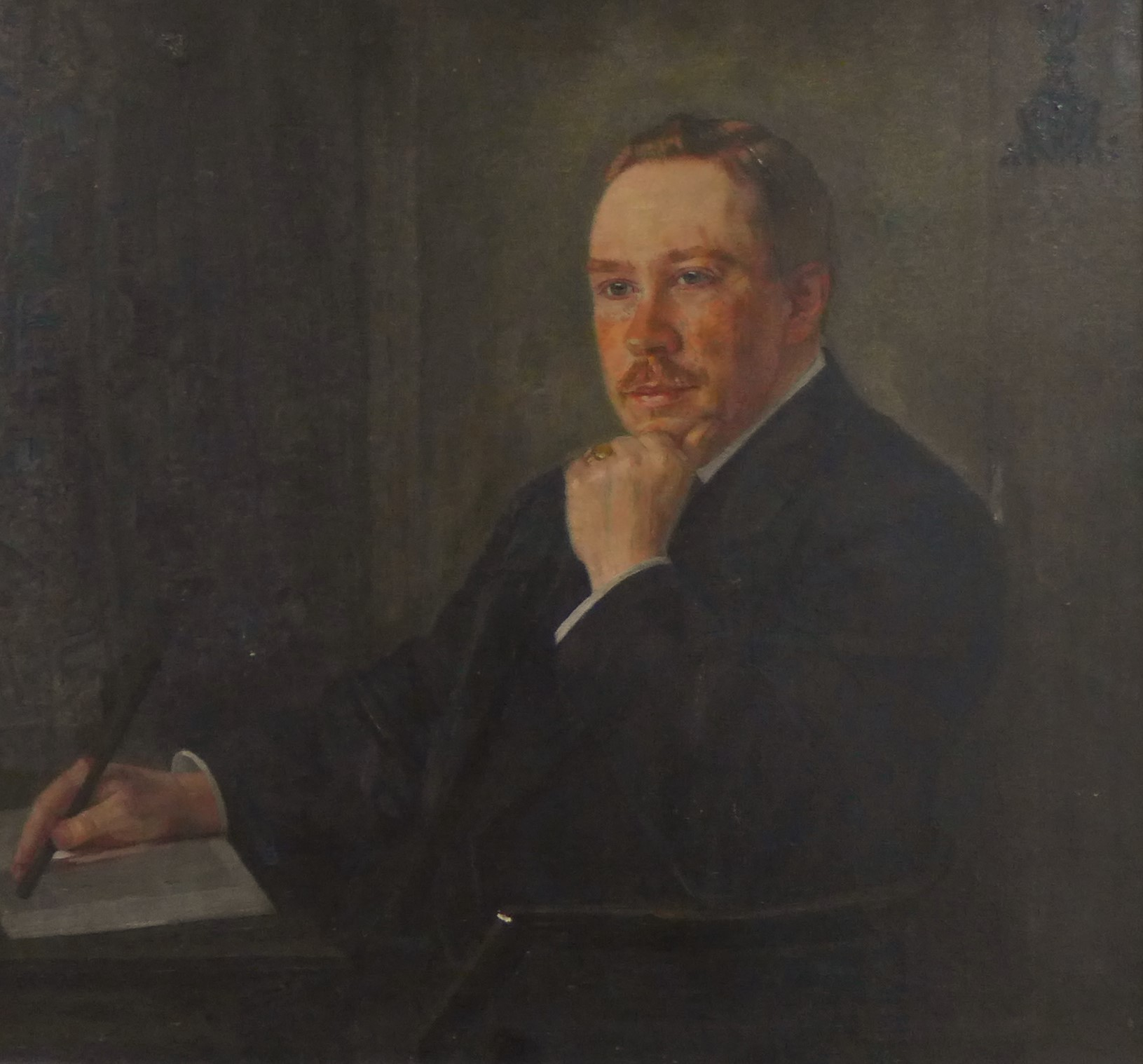
Karl Lohmeyer, deutscher Kunsthistoriker (Rathaus St. Johann)

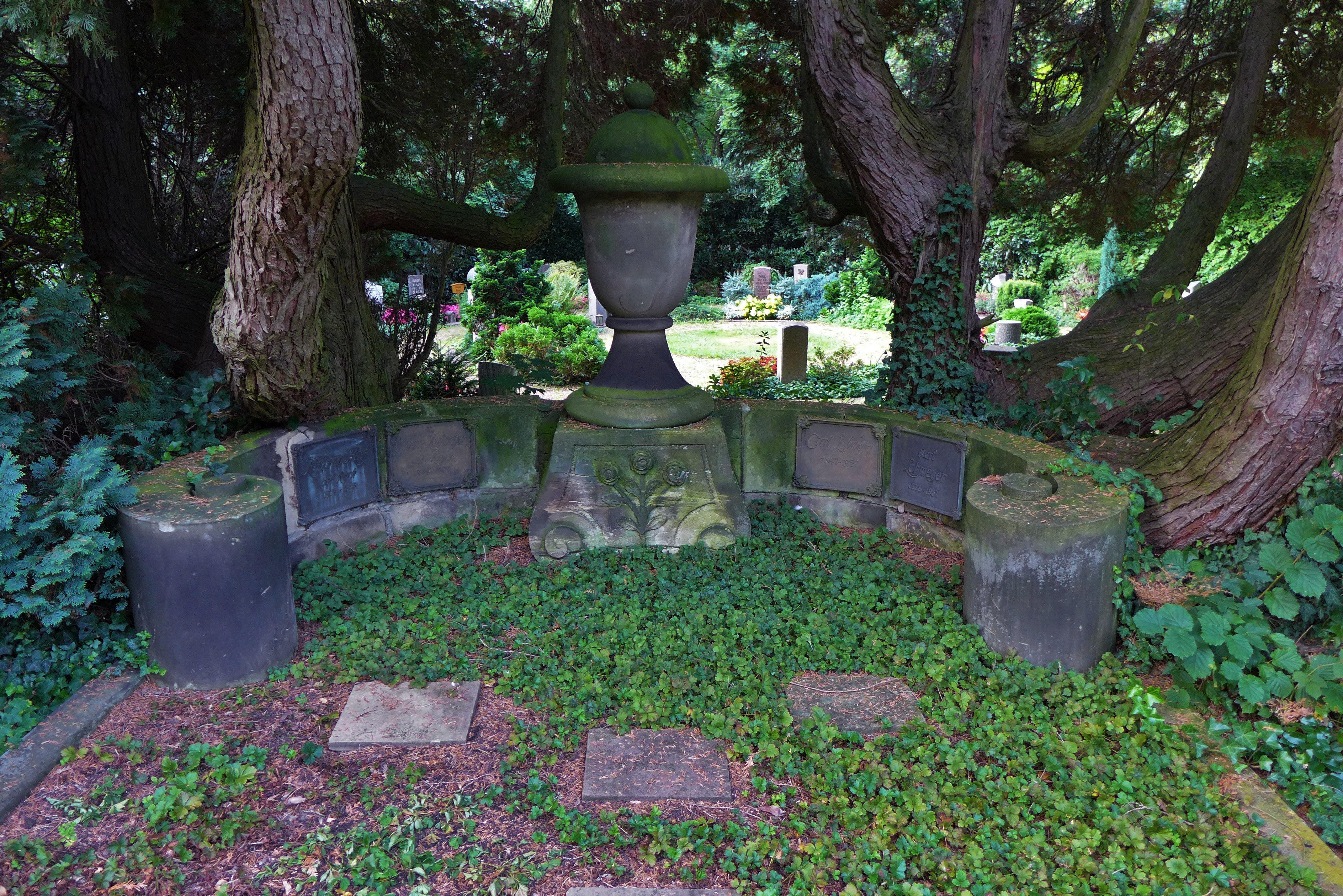
Grabmal von Karl Lohmeyer auf dem Alten Friedhof St. Johann

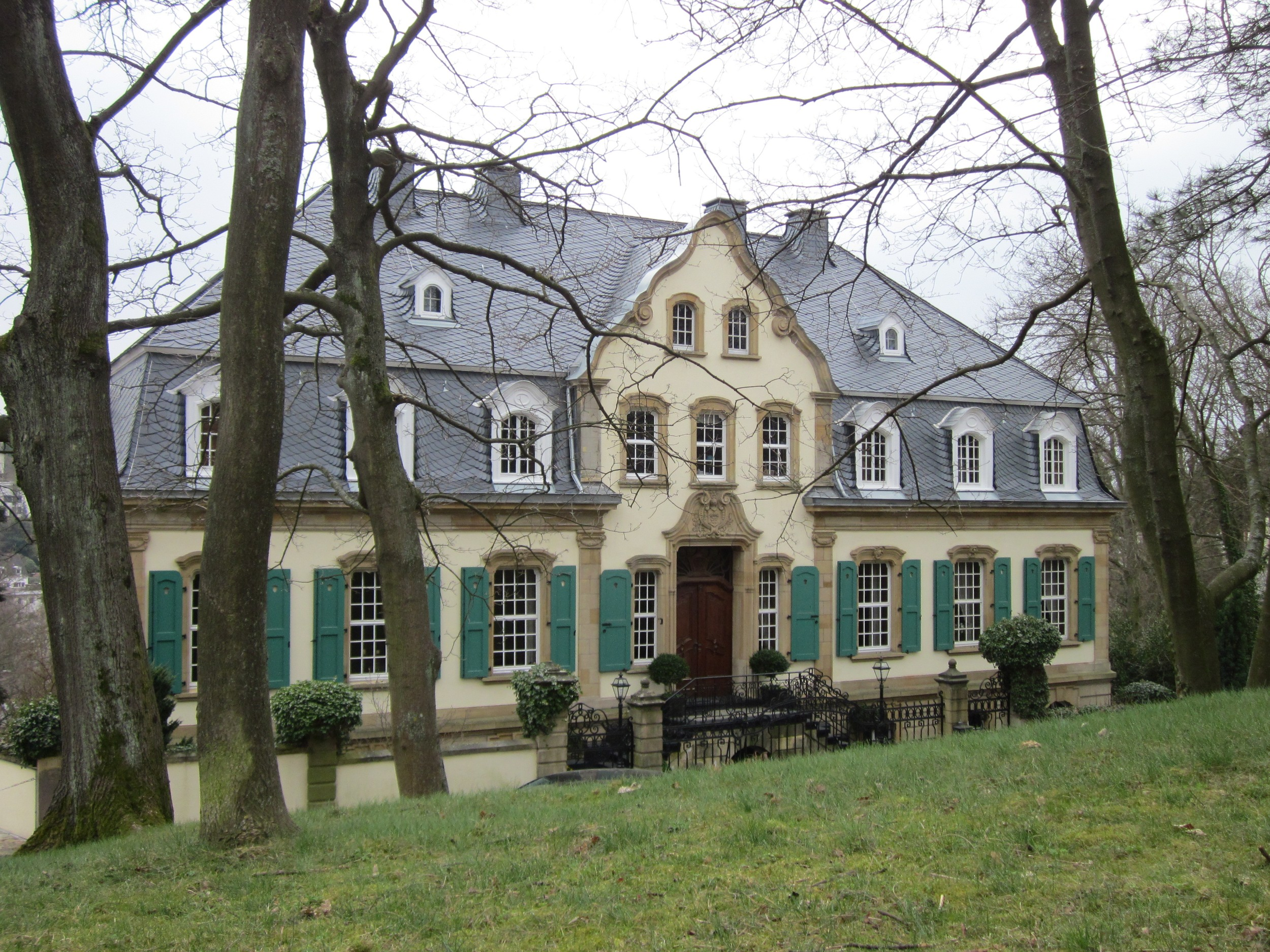
Nußberger Hof, Wohnhaus von Karl Lohmeyer in Saarbrücken, erbaut nach eigenen Entwürfen mit Elementen des bergischen Bürgerhauses des 18. Jh.

Karl Lohmeyer (* 21. Januar 1878 in Saarbrücken; † 8. November 1957 ebenda) war ein deutscher Kunsthistoriker.

## Leben
Lohmeyers Vater Carl stammte aus einer Wuppertaler Textilfabrikantenfamilie, weswegen Karl jun. nach dem Abitur am Saarbrücker Gymnasium 1897 eine kaufmännische Ausbildung in Barmen begann. Nach dem einjährig-freiwilligen Militärdienst führten ihn mehrjährige Auslandsaufenthalte u. a. nach Genf und Neapel, wo er seine bereits vorhandenen kunsthistorischen Interessen vertiefen konnte. 1906 ließ er sich als Kaufmann in Heidelberg nieder, studierte aber nebenbei Kunstgeschichte, Geschichte und Volkskunde an der dortigen Universität.
1912 wurde Lohmeyer zum ersten hauptamtlichen Direktor der Städtischen Kunst- und Alterthümersammlung zur Geschichte Heidelbergs und der Pfalz in Heidelberg berufen. Durch zahlreiche Ausstellungen und die Veröffentlichung einschlägiger Werke steigerte er die Bedeutung des Museums erheblich, das 1921 auf Lohmeyers Vorschlag den Namen Kurpfälzisches Museum der Stadt Heidelberg erhielt.
1931 ging Lohmeyer in den vorzeitigen Ruhestand, versah das Amt des Museumsdirektors aber noch bis 1934 ehrenamtlich. Danach verlegte er seinen Wohnsitz zurück nach Saarbrücken, wo er sich ganz volkskundlichen und kunsthistorischen Forschungen in dieser Region widmete. Die Universität des Saarlandes ernannte ihn zu ihrem ersten Ehrendoktor. Anlässlich seines 75. Geburtstages verlieh ihm die Stadt Saarbrücken die Ehrenbürgerwürde. Sein Nachlass ist im Stadtarchiv Saarbrücken überliefert.

## Werk
Verdient gemacht hat sich Karl Lohmeyer insbesondere um die Wiederentdeckung der Malerei des „Heidelberger Barocks“ aus der Zeit Johann Wilhelms sowie der „Heidelberger Romantik“ mit Malern wie Carl Rottmann, Karl Philipp Fohr, Ernst Fries und Bernhard Fries.
Lohmeyer gilt ferner als Wiederentdecker des Saarbrücker Barockbaumeisters Friedrich Joachim Stengel, über den er 1908 seine erste Publikation sowie 1911 eine bis heute als Standardwerk geltende Monografie veröffentlichte. Auch seine in den Jahren 1911 bis 1921 erschienene Edition der Briefe Balthasar Neumanns war epochemachend, weil sie eine langanhaltende Diskussion über den Planungsprozess der Würzburger Residenz entfachte.
Außerdem hat Lohmeyer als erster 1932 die Fähigkeiten des langjährigen Mainzer Amtmanns zu Lohr am Main, Philipp Christoph von und zu Erthal (1689–1748), als "Hofkavaliersarchitekt" erkannt und in einem grundlegenden Aufsatz beschrieben. In dieser Eigenschaft war der Mainzer Amtmann u. a. auch in die Planung der Würzburger Residenz miteinbezogen.
Beim Bau des Wohnhauses seiner Eltern, dem Nußberger Hof in Saarbrücken, beteiligte sich Lohmeyer an den Planungen; später bewohnte er selbst das Haus und trug dort eine umfangreiche Kunstsammlung zusammen.

## Ehrungen
- Ehrendoktorwürde (Dr.-Ing. E. h.) der Technischen Hochschule Karlsruhe (1921)
- Ehrendoktorwürde (Dr. phil. h. c.) der Ruprecht-Karls-Universität Heidelberg
- Militär- und Zivildienst-Orden Adolphs von Nassau, Kommandeur- oder Komturkreuz  (1931)
- Großherzoglich Luxemburgischer Geheimer Hofrat (1934)
- Ehrenbürgerwürde der Stadt Saarbrücken (1952)
- Ehrenbürgerwürde der Stadt Heidelberg (1953)
- Ehrenbürgerwürde der Stadt Ottweiler (1953)
- Ehrendoktorwürde (Dr. phil. h. c.) der Universität des Saarlandes (1957)

## Veröffentlichungen (Auswahl)
- Friedrich Joachim Stengel, fürstäbtlich fuldischer Ingenieur, Hofarchitekt und Bauinspektor, fürstlich nassau-usingen'scher Baudirektor, herzoglich sachsen-gothaischer Rat und Baudirektor, fürstlich-nassau-saarbrückenischer Generalbaudirektor, würklicher Kammerrat und Forstkammerpräsident pp. 1694–1787. (= Mitteilungen des Historischen Vereins für die Saargegend. Heft 11). Schwann, Düsseldorf 1911 (Nachdruck, herausgegeben von Peter Volkelt, Saarbrücken 1982).
- Johannes Seiz: kurtrierischer Hofarchitekt, Ingenieur sowie Obristwachtmeister und Kommandeur der Artillerie, 1717–1779; die Bautätigkeit eines rheinischen Kurstaates in der Barockzeit. (= Heidelberger kunstgeschichtliche Abhandlungen. Band 1). Winter, Heidelberg 1914.
- Barocke Kunst und Künstler in Ehrenbreitstein: das Wirken einer rheinischen Künstlerkolonie. In: Zeitschrift des Rheinischen Vereins für Denkmalpflege und Heimatschutz. 13, Heft 1/2, 1919.
- Briefe Balthasar Neumanns an Friedrich von Schönborn, Fürstbischof von Würzburg und Bamberg und Dokumente aus den ersten Baujahren der Würzburger Residenz. (= Das rheinisch-fränkische Barock. 1). Gebr. Hofer Verlagsanstalt, Saarbrücken 1921.
- Schönbornschlösser. Die Stichwerke Salomon Kleiners, Favorita ob Mainz, Weißenstein ob Pommersfelden und Gaibach in Franken; aufs neue herausgegeben und mit einer Einleitung und der Lebensgeschichte Maximilian Welschs versehen. (= Meister und Werke des rheinisch-fränkischen Barocks. 1). Winter, Heidelberg 1927.
- Die Baumeister des rheinisch-fränkischen Barocks. In: Wiener Jahrbuch für Kunstgeschichte. 5, 1928, S. 161–208.
- Heidelberger Maler der Romantik. Winter, Heidelberg 1935.
- Südwestdeutsche Gärten des Barocks und der Romantik mit ihren in- und ausländischen Vorbildern, nach dem Arbeitsmaterial der saarländischen und pfälzischen Hofgärtnerfamilie der Koellner. (= Saarbrücker Abhandlungen zur südwestdeutschen Kunst und Kultur. 1). Buchgewerbehaus, Saarbrücken 1938.
- Palagonisches Barock. Das Haus der Laune des "Prinzen von Palagonia". Maximilian-Gesellschaft, Berlin 1942.
- Die Sagen der Saar von ihren Quellen bis zur Mündung. Minerva-Verlag, Saarbrücken 1954 (2. Auflage 1964).
- Die Sagen der Saar – Ergänzungsband. Minerva-Verlag, Saarbrücken 1955.
- Die Sagen der Saar – Gesamtausgabe – Geistkirch Verlag, Saarbrücken, ISBN 978-3-946036-81-4
- Altsaarbrücker Kochbuch Zusammengetragen von Karl Lohmeyer, Geistkirch Verlag, Saarbrücken, ISBN 978-3-946036-16-6
- Die Sagen der Saar – Quellenband – Geistkirch Verlag, Saarbrücken